# Mimorsidis griseus
Mimorsidis griseus là một loài bọ cánh cứng trong họ Cerambycidae.